# Johannes Rau
Pour les articles homonymes, voir Rau.
Johannes Rau /jo.ˈha.nəs ˈʁaʊ̯/ , né le 16 janvier 1931, à Wuppertal, et mort le 27 janvier 2006, à Berlin, est un homme d'État allemand, membre du Parti social-démocrate d'Allemagne (SPD).
Maire de Wuppertal entre 1969 et 1970, il est ensuite ministre de la Science du Land de Rhénanie-du-Nord-Westphalie dans la coalition sociale-libérale d'Heinz Kühn. Il remplace celui-ci comme ministre-président dès 1978 et conquiert deux ans plus tard la majorité absolue au Landtag. Alors qu'il est contraint de s'allier aux Verts pour se maintenir au pouvoir dès 1995, il quitte la direction du gouvernement régional trois ans plus tard.
Il brigue sans succès la chancellerie fédérale d'Allemagne lors des élections fédérales de 1987, face au sortant chrétien-démocrate Helmut Kohl. Sept ans plus tard, il est choisi comme candidat des sociaux-démocrates pour la présidence fédérale mais est vaincu par le conservateur Roman Herzog. Considéré comme un « patriarche » au sein du SPD, il s'impose au second tour de l'élection présidentielle de 1999 et devient le deuxième président social-démocrate de la République fédérale. Sa présidence est notamment marquée par le discours de pardon pour l'Holocauste juif qu'il prononce dans l'hémicycle de la Knesset en 2000.
Il se retire de la vie politique au terme d'un seul quinquennat.

## Biographie

### Formation et carrière
Troisième d'une fratrie de cinq enfants, fils d'un pasteur protestant opposé au nazisme, il quitte l'école en 1948 pour apprendre le métier de journaliste et commence à travailler dès l'année suivante comme pigiste au Westdeutschen Rundschau. Il achève son apprentissage en 1952 et devient assistant d'édition à Wuppertal, puis obtient en 1953 un poste de chroniqueur littéraire dans une petite maison d'édition à Witten.
L'année suivante, il est nommé directeur général de Jugenddienst-Verlag, une maison d'édition protestante spécialisée dans la littérature pour la jeunesse. Il entre au conseil d'administration en 1964 et en prend la tête en 1965. Il a démissionné de son emploi deux ans plus tard.

### Vie privée
Il a épousé Christina Delius, petite-fille de son mentor politique Gustav Heinemann, de vingt-cinq ans sa cadette, le 9 août 1982. Trois enfants sont issus de cette union : Anna Christina, en 1983, Philip Immanuel, deux ans plus tard, et Laura Helene, en 1986.
Connu pour être un protestant convaincu, il a appartenu au synode de l'Église protestante de Rhénanie. À la fin de sa vie, il vivait à Berlin en compagnie de sa famille, et possédait une maison à Wuppertal. Johannes Rau est mort le 27 janvier 2006, moins de deux semaines après son soixante-quinzième anniversaire, dont il n'avait pu assister à la fête organisée par Horst Köhler au château de Bellevue en raison de ses ennuis de santé.

### Problèmes de santé
Il était atteint de divers problèmes circulatoires et avait dû être opéré à plusieurs reprises afin de les traiter. Bien qu'au courant depuis 1995, il a attendu jusqu'en juillet 2000 pour subir une première intervention chirurgicale. Par la suite, il fut opéré deux fois en 2004 : en août, où il fut opéré à cœur ouvert, puis en octobre, étant victime d'une hémorragie abdominale.

## Parcours politique

### Comme militant

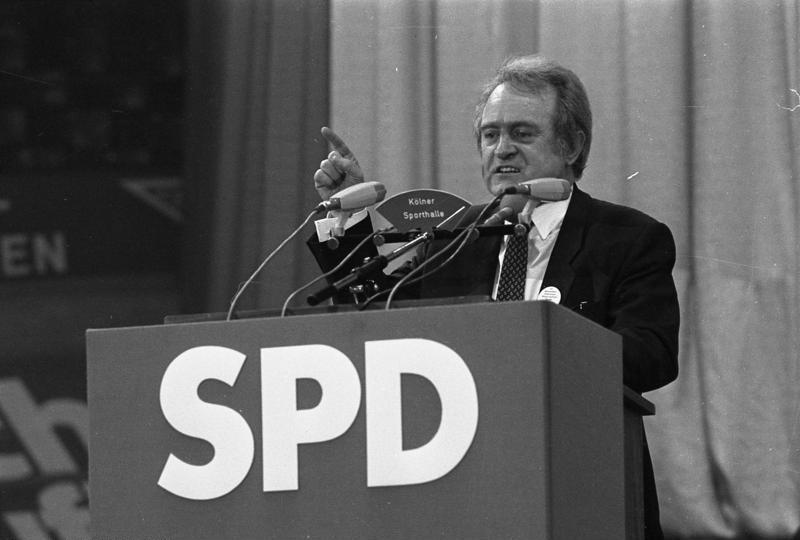
Johannes Rau au congrès du SPD en 1983.

En 1952, il adhère au Parti populaire pan-allemand (GVP) de Gustav Heinemann, ex-ministre fédéral de l'Intérieur chrétien-démocrate, et en prend la tête dans l'arrondissement de Wuppertal. Constatant son échec, la formation se saborde cinq ans plus tard et, suivant la majorité des adhérents, Johannes Rau rejoint le Parti social-démocrate d'Allemagne (SPD). Il est élu président des Jusos de Wuppertal dès l'année suivante pour un mandat de quatre ans.
Il entre au comité directeur fédéral du SPD en 1968, puis à celui de Rhénanie-du-Nord-Westphalie en 1973. Quatre ans plus tard, Johannes Rau devient président régional du SPD. Il est élu membre de la présidence fédérale en 1978, puis vice-président fédéral en 1982. À ce titre, il occupe l'intérim de la direction entre la démission de Björn Engholm en mai 1993 et son remplacement par Rudolf Scharping en juin.
Il renonce à ses fonctions régionales en 1998, et se voit remplacé par Franz Müntefering, puis démissionne de ses mandats fédéraux l'année suivante. Il était alors connu comme le « patriarche » du SPD.

### Au sein des institutions locales et régionales
En 1958, il est élu député régional au Landtag de Rhénanie-du-Nord-Westphalie, puis entre au conseil municipal de la ville de Wuppertal en 1964. Il est désigné président du groupe parlementaire régional du SPD en 1967, et maire de Wuppertal deux ans plus tard. Il renonce à ces deux fonctions le 28 juillet 1970 pour devenir ministre régional de la Science et de la Recherche dans la coalition sociale-libérale du ministre-président Heinz Kühn.
Reconduit le 4 juin 1975, il a assuré au cours de son mandat l'ouverture de quatre universités dans le Land, dans les villes de Wuppertal, Hagen, Duisbourg et Essen, ainsi que de plusieurs écoles polytechniques.

#### Ministre-président (1978-1998)

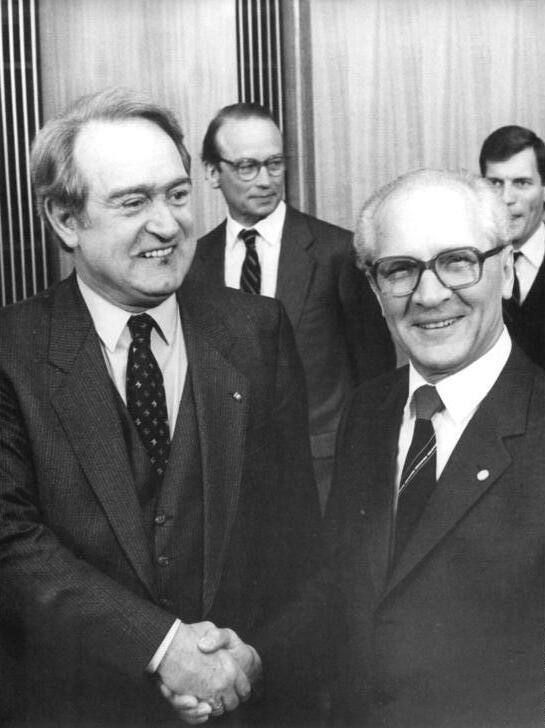
Johannes Rau et Erich Honecker, en 1985.

Le 20 septembre 1978, Johannes Rau est investi sixième ministre-président de Rhénanie-du-Nord-Westphalie par le Landtag et inaugure un mandat de près de vingt ans, un record dans ce Land. À ce poste, il a conduit le SPD à la victoire aux élections régionales de 1980, 1985, 1990 et 1995. Lors du scrutin de 1985, il obtient la majorité absolue avec 52 % des voix, le meilleur score régional du parti. Il perd cette majorité aux élections de 1995 et forme alors une coalition avec l'Alliance 90 / Les Verts. Lors de ces divers scrutins, il a battu plusieurs poids lourds de la CDU comme Kurt Biedenkopf en 1980 ou le ministre fédéral du Travail Norbert Blüm en 1990.
Il finit par démissionner le 27 mai 1998, à l'âge de 67 ans, et cède sa place à Wolfgang Clement, ministre régional de l'Économie et ancien chef de la chancellerie régionale.

### Au niveau fédéral
En tant que chef de gouvernement régional, il a présidé une première fois le Bundesrat entre le 1er novembre 1982 et le 31 octobre 1983. En 1987, il est choisi par le SPD comme candidat au poste de chancelier fédéral contre Helmut Kohl mais le jour du scrutin, le parti obtient 37 % des voix et perd dix-sept sièges au Bundestag, insuffisant pour renverser la coalition noire-jaune, d'autant qu'il avait exprimé son refus de former une coalition rouge-verte. Sept ans plus tard, il est candidat à la présidentielle fédérale du 23 mai 1994, et obtient 605 voix au troisième tour de scrutin, contre 696 à Roman Herzog, qui se voit élu. Le 1er novembre suivant, il prend une seconde fois la présidence tournante du Bundesrat, faisant de lui le remplaçant du président en cas d'empêchement.

#### Président fédéral (1999-2004)
Le 23 mai 1999, il se représente à l'élection présidentielle fédérale. Il obtient 657 voix au premier tour de scrutin, le minimum requis étant 670. Contraint à un second tour, il s'impose avec 690 suffrages en sa faveur. Johannes Rau prête serment comme huitième président fédéral d'Allemagne le 1er juillet 1999. Il n'est que le second président social-démocrate, le premier ayant été Gustav Heinemann. Il est suivi en 2017 par Frank-Walter Steinmeier.
Pendant son mandat, il s'est prononcé sur des sujets de société comme l'immigration, la mondialisation ou la biotechnologie. Il a également été le premier homme politique allemand à prononcer un discours devant la Knesset, au cours duquel il a demandé pardon pour les crimes de l'Holocauste juif. Le 4 septembre 2003, il fait savoir qu'il ne sera pas candidat à un second mandat, officiellement parce que la coalition rouge-verte ne dispose plus de la majorité, mais officieusement du fait de ses ennuis de santé. Il effectue sa dernière visite d'État le 23 avril 2004 en Pologne. Le 29 juin suivant, il reçoit les honneurs de la Bundeswehr, et passe le relais à Horst Köhler deux jours plus tard.

### Maxime, devise, citation

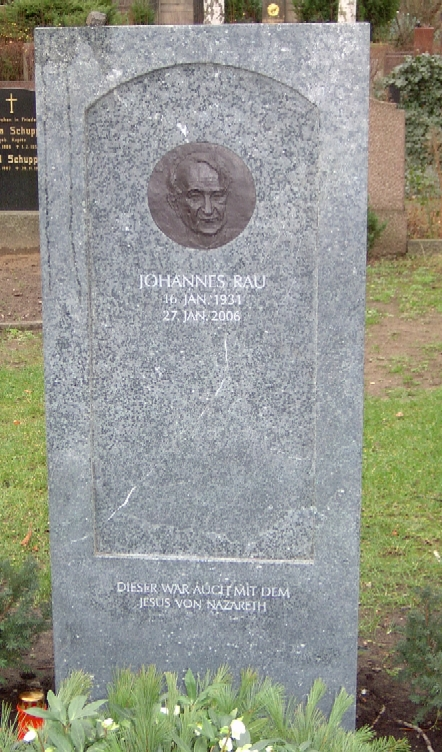
Tombe de Johannes Rau au cimetière de Dorotheenstadt de Berlin

La maxime de Johannes Rau était « réconcilier, ne pas diviser ». Il avait aussi adopté le dicton de la Bekennende Kirche : « Teneo, qui teneor », soit « Je tiens car je suis soutenu », comme devise personnelle.
Après son élection, il a déclaré dans son discours : « Je serai un patriote » car « un patriote est quelqu'un qui aime sa patrie, un nationaliste est quelqu'un qui dédaigne la patrie des autres ». Cette phrase serait attribuée à l'écrivain français Romain Gary.

## Décorations
- Grand-croix de l’ordre du Mérite de la République fédérale d'Allemagne ( Allemagne)
- Médaille de l'ordre du Mérite de Bade-Wurtemberg ( Allemagne)
- Grande Étoile de l’ordre du Mérite ( Autriche)
- Chevalier de l'ordre de l'Éléphant ( Denmark)
- Collier de l’ordre d’Isabelle la Catholique ( Espagne)
- Grand-croix de l'ordre de la Croix de Terra Mariana ( Estonie)
- Grand-croix avec collier de l'ordre du Faucon ( Islande)
- Chevalier grand-croix au grand cordon de l'ordre du Mérite de la République italienne‎ ( Italie)
- Grand-croix de l'ordre des Trois Étoiles ( Lettonie)
- Compagnon d'honneur avec collier de l'ordre national du Mérite ( Malte)
- Grand-croix avec collier de l'ordre de Saint-Olaf ( Norvège)
- Chevalier de l'ordre de l'Aigle blanc ( Pologne)
- Grand-croix de l'ordre de la Double Croix Blanche ( Slovaquie)
- Chevalier de l'ordre des Séraphins ( Suède)
- Membre de 1re classe de l'ordre du Lion blanc ( Tchéquie)
- Collier de l'ordre de la République ( Turquie)
- Collier de l'ordre de Pie IX ( Vatican)